# A-100 MRL
A-100 MRL은 중국이 개발한 300 mm 다연장 로켓이다. WS-1의 개량형으로, 수출용 모델이다.

## 역사
1997년부터 2000년까지 베이징에 위치한 중국운재화전기술연구원(CALT)에서 개발했으며, 2000년 실전배치되었다. 8 x 8 트럭에 10연장 300 mm 다연장 로켓이다. 무유도 방식이며 사거리 100 km이다.
2002년 중국 육군은 A100을 테스트 했지만, A100 대신 PHL03을 구매했다.
- 로켓 직경: 300 mm
- 로켓 길이: 7,300 mm
- 로켓 무게: 840 kg
- 탄두중량: 235 kg
- 사거리: 40~100 km
- 재장전 시간: 20분

## A-200
A100은 유도가 안되어서 A100 MLR이라고 부르는데, A200은 유도가 되어 A200 GMLR이라고 부른다. 8 x 8 트럭의 300 mm 다연장 로켓으로, 사거리 200 km이다.
- A100 Multiple Launch Rocket System
- A200 Precision Guided Multiple Launch Rocket System
- 로켓 직경: 301 mm
- 로켓 길이: 7,264 mm
- 로켓 무게: 730 kg
- 탄두중량: 150 kg
- 사거리: 50~200 km
- 속도: 마하 4.5
- 고도: 48 km
- 재장전 시간: 20분
- 유도방식: GPS 유도
- 정확도: CEP 30 m
- 발사대: 8 x 8 트럭, 8연장

## A-300
A200 보다 사거리를 늘렸다. 8 x 8 트럭의 300 mm 다연장 로켓으로, 사거리 290 km이다. GPS 유도를 한다. 방공망 요격에 대응해 회피기동이 가능하다. 8발 모두 발사하는데 50초가 걸린다. 8발이 각각 다른 목표물을 조준할 수 있다. 승무원 5명, 8x8 트럭을 사용한다.
- 로켓 직경: 300 mm
- 탄두중량: 150 kg
- 사거리: 290 km
- 재장전 시간: 20분
- 유도방식: GPS 유도
- 정확도: CEP 30 m
- 발사대: 8 x 8 트럭, 8연장

## 북한
2019년 7월 31일, 북한이 A300 GMLR을 2발 발사했다. 한국군은 정확한 모델을 특정하지는 않았지만, 다음과 같은 점에서 A300으로 추정된다.
- 2발 모두 사거리 250 km였다. 중국산 다연장 로켓이 사거리 200 km 이하, 또는 사거리 300 km 이상은 다른 모델들이 많은데, 250 km는 A300이 유력하다.
- 북한 언론이 보도한 로켓 모습이 탄두부에 작은 카나드가 있었다. 중국산 GMLR이 카나드가 붙어있다.
- 최고 고도가 30 km였다. A200의 최대고도는 48 km라고 나온다.
- A300은 중국 웨이스 로켓의 수출형 모델이다.
- 북한 언론은 목표물에 명중하는 사진과 함께 유도가 된다고 했다. A300이 유도가 되며 CEP 30 m로 F-16 전투기의 페이브웨이 레이저 유도 폭탄의 정확도를 갖는다.
- 사진을 본 한국 전문가들은 직경이 300 m 또는 400 mm 같다고 한다. A300의 직경이 300 m이다.

이상의 여섯가지 정도로 보아 중국산 A300을 수입한 것으로 보인다.
- 중국의 웨이스 로켓은 현장의 병사가 간단히 탄두 부분만 무유도 방식으로 교체하면, 곧바로 무유도 로켓으로 사용할 수 있다. 고가의 유도용 전자장비, GPS 수신기, 카나드를 통째로 앞에 탈착식으로 디자인을 한 것으로 추정된다.
- A300의 탄두중량은 150 kg으로, 북한이 W80 핵탄두를 개발한다면 150 kt 수소폭탄을 장착할 수 있다. 서울은 1메가톤 한발로 1천만명이 전멸한다고 알려져 있는데, A300 트럭 한대에 150 kt 수소폭탄 8발을 탑재하면, 트럭 하나로 서울시가 전멸한다는 계산이 가능하다.
- 웨이스 로켓은 탄도 미사일 보다 훨씬 저렴해서, 무력시위용으로 적합하다고 알려져 있다.
- 평양에서 서울까지가 200 km가 안된다. 북한이 자주 발사할 것으로 예상된다.
- 북한의 발사대는 8 x 8 트럭이 아니라 궤도형 차량이었다.

2019년 8월 2일, 북한이 또 2발을 발사했다. 오전 2시 59분, 3시 23분 함경남도 영흥 일대에서 동해상으로 발사했으며, 고도 25 km, 비행거리 220 km, 최대 비행속도 마하 6.9가 관측되었다. 통상적으로 300 mm 방사포는 마하 5이고 중국 WS-2 400 mm 방사포 경우에도 마하 6을 넘지 못하는 것으로 알려졌다. 그래서 한국 국방부는 이번 발사는 방사포가 아니라 단거리 탄도 미사일이 아닌가 추측한다.
북한은 중국에서 웨이스 로켓을 수입한 것으로 추정되며, 웨이스 로켓은 여러 가지 버전이 있지만, 미군의 M270 MLRS를 모방한 것도 있다. 미국 M270 MLRS는 무유도 다연장 로켓 12발, 유도 다연장 로켓 12발, 그리고 에이태킴스 미사일 2발을 발사할 수 있다. 한국의 천무 다연장로켓도 다연장 또는 KTSSM 미사일 2발을 발사한다. 중국도 이렇게, 다연장 대신 단거리 탄도 미사일 2발을 탑재하는 버전을 만들었다. 북한이 발사한 것이 마하 6.9라서 다연장이 아니라면, 다연장에 장착하는 단거리 탄도 미사일일 가능성이 있다.
- M270 MLRS,  미국, 227 mm 다연장 로켓 12문 또는 에이태킴스 미사일 2발
- 천무 다연장로켓,  대한민국, 239 mm 다연장 로켓 12문 또는 KTSSM 미사일 2발
- SY-400,  중국, 300 mm 다연장 로켓 8문 또는 BP-12A 미사일 2발

BP-12A 미사일은 탄두중량 480 kg, 사거리 400 km이다. 다연장 보다 속도가 빠르다. BP-12A 미사일의 오리지날 초기형은 탄두중량 500 kg, 사거리 250 km였다. SY-400은 2017년 카타르가 수입했다.

## 같이 보기
- 웨이스 로켓
- 신형대구경조종방사포